# Meridiano 131 oeste
El meridiano 131 oeste de Greenwich es una línea de longitud que se extiende desde el Polo Norte atravesando el océano Ártico, América del Norte, el océano Pacífico, el océano Antártico y la Antártida hasta el Polo Sur.
El meridiano 131 oeste forma un gran círculo con el meridiano 49 este.
Comenzando en el Polo Norte y dirigiéndose hacia el Polo Sur, el meridiano 131 oeste pasa a través de:
| Coordenadas                         | País, territorio o mar | Notas |
| ----------------------------------- | ---------------------- | --- |
| 90°0′N 131°0′O / 90.000, -131.000   | Océano Ártico          | |
| 75°8′N 131°0′O / 75.133, -131.000   | Mar de Beaufort        | |
| 70°3′N 131°0′O / 70.050, -131.000   | Canadá                 | Territorios del Noroeste Yukón Columbia Británica                                                                                        |
| 56°24′N 131°0′O / 56.400, -131.000  | Estados Unidos         | Alaska - Alaska Panhandle (contienental), Isla de Revillagigedo y Alaska Panhandle de nuevo                                              |
| 55°0′N 131°0′O / 55.000, -131.000   | Entrada Dixon          | Pasa entre Zayas Island y Dundas Island, Columbia Británica, Canadá · Pasa justo al oeste de Stephens Island, Columbia Británica, Canadá |
| 50°5′N 131°0′O / 50.083, -131.000   | Estrecho de Hécate     | |
| 52°13′N 131°0′O / 52.217, -131.000  | Canadá                 | Columbia Británica - Isla Moresby y Kunghit Island                                                                                       |
| 52°0′N 131°0′O / 52.000, -131.000   | Océano Pacífico        | Pasa justo al oeste de la isla Oeno, Islas Pitcairn                                                                                      |
| 60°0′S 131°0′O / -60.000, -131.000  | Océano Antártico       | |
| 74°21′S 131°0′O / -74.350, -131.000 | Antártida              | Territorio no reclamado |